# Cenangium graddonii
Cenangium graddonii är en svampart som beskrevs av Dennis 1962. Cenangium graddonii ingår i släktet Cenangium och familjen Helotiaceae.   Inga underarter finns listade i Catalogue of Life.